# デソト郡 (ミシシッピ州)
デソト郡（英: DeSoto County）は、アメリカ合衆国ミシシッピ州の北西隅に位置する郡である。人口は18万5314人（2020年）。
郡庁所在地はヘルナンドであり、同郡で人口最大の都市はサウスヘイブンである。
デソト郡はテネシー州に跨るメンフィス都市圏に属している。ミシシッピ・デルタ地域に位置している。この地域で就職機会が増加したことにより、アメリカ合衆国北部や中西部からの移住者が増えている。メンフィスから脱出してくる「ホワイト・フライト」と呼ばれる白人も少なくない。

## 歴史
デソト郡の郡名は、スペイン人探検家エルナンド・デ・ソトに因んで名付けられた。郡庁所在地のエルナンド市も同じ由来で名付けられた。デ・ソトは1542年5月にこの地域で死んだとされているが、アーカンソー州レイクビレッジ近くで死んだと考える説もある。デ・ソトの遠征に因む地名が残っている。

### 郡設立初期
インディアン強制移住が行われた後の1836年2月9日、デソト郡がヨーロッパ系アメリカ人によって組織化され、郡域は北のテネシー州境から南のテイト郡まで広がっていた。西はミシシッピ川とトゥニカ郡、東はマーシャル郡までが含まれた。測量の誤りによってテネシー州境が現在のテネシー州シェルビー郡にあるウィンチェスター道路になっていた。1838年に再測量され、現在の州境に移された。郡内で発見されたインディアンの加工品によって、前史時代ウッドランド文化やミシシッピ文化のものに結びつけられている。
エルナンド・デ・ソトが北ミシシッピを探検し、現在のデソト郡を通過したと考えられるときに、ミシシッピ文化の人々に遭遇した。学者の中にはデ・ソトが現在のコーモラント湖の西でミシシッピ川を発見し、そこで筏を造って、アーカンソー州クロウリーズリッジに渡ったと考える者がいる。アメリカ合衆国国立公園局は、メンフィス市のチカソー崖からミシシッピ州コアホマ郡までを、デ・ソトの通った「デ・ソト・コリダー」だと宣言した。
デ・ソトの時代から200年経って、疫病に見舞われたミシシッピ文化は消滅した。デ・ソトが訪れた「チカサ」というインディアンの集落は、チカソー族の先祖の本拠だった可能性がある。ヨーロッパ系アメリカ人が開拓者としてこの地域に到着し始めたときには、チカソー族が住んでいた。幾つかの集落が互いに接近してあった「ロングタウン」は現在のポントトク近くにあった。チカソー族は西テネシーと北ミシシッピの大半をその猟場として主張していた。1816年9月に始まったアメリカ合衆国政府とチカソー族の間での交渉は、1832年10月のポントトク条約の締結で決着した。この16年間で合衆国政府の役人は、ヨーロッパ系アメリカ人の入植を可能とするために、チカソー族に譲歩を迫り続けた。
1830年、アメリカ合衆国議会はインディアン移住法を成立させ、必要に応じてアメリカ合衆国南東部におけるインディアンの領有権を消滅させ、強制的に移住させることを承認した。1832年から1836年、連邦政府の測量士がチカソー族の領土6,442,000エーカー (26,070 km2) を地図化し、それを郡区、地域、地区に分けた。ミシシッピ州議会はその領土からデソト、トゥニカ、マーシャル、テイト各郡など10郡を設立した。
先の条約によって、インディアン各世帯には640エーカー (2.6 km2) の土地が割り当てられていた。部族員数の少ないチカソー族にはこの計算で総面積2,422,400エーカー (9,803 km2) が割り振られた。連邦政府は残り400万エーカーを公売に付した。インディアンはその土地1エーカーに対して少なくとも1.25ドルを受け取った。連邦政府は土地を1エーカー当たり75セント未満で販売した。

### 近代史
デソト郡はテネシー州メンフィス市に近接しており、現在国内で成長速度の高い郡の40傑に入っている。成長速度が高いことで、メンフィス市からの「ホワイト・フライト」が起こり、郡内のサウスヘイブン、オリーブブランチ、エルナンド各市への流入が甚だしかった。さらに隣接するトゥニカ郡に大規模なカジノ・リゾート施設（国内でも3番目に大きいギャンブル地区）ができて、開発が加速された。

## 観光地
デソト郡はゴルフ場でも有名である。地元では「ザ・ディップ」と呼ばれるベルベット・クリームは郡内でも著名なレストランである。1947年の開業であり、郡内で現在も営業が続く最古のレストランとなっている。2010年、「USAトゥデイ」紙から「ミシシッピ州最良のアイスクリーム」として表彰された。以前はウォーターパークのメイウッド・ビーチがあったが、2003年に閉鎖され、70年間以上の歴史を閉じた。

### デソト郡博物館

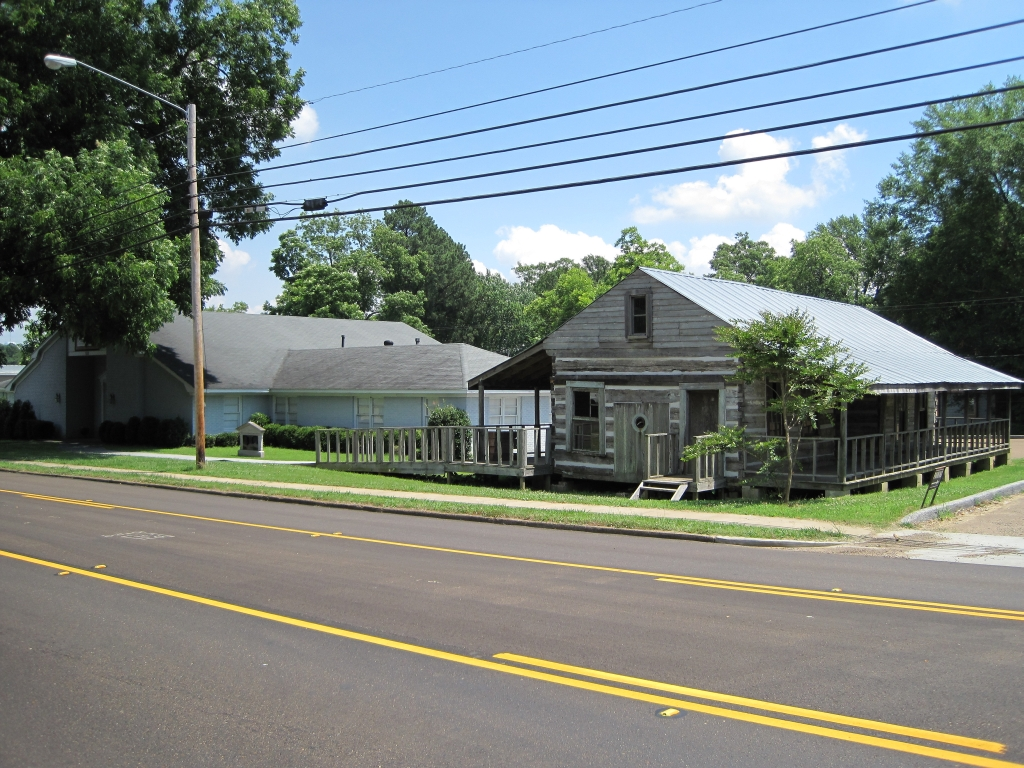
デソト郡博物館とログハウス

ヘルナンド市にあるデソト郡博物館は人気のある観光地である。火曜日から土曜日の朝10時から夕方5時まで開館している。入場料無料だが、寄付が奨励されている。展示品には、エルナンド・デ・ソトや南北戦争に関わる歴史、戦前の家、公民権、郡内各市の歴史などがある。

## 地理
デソト郡はミシシッピ州82郡の中で最も北西にあり、テネシー州とアーカンソー州と接している。アメリカ合衆国国勢調査局に拠れば、郡域全面積は496.77平方マイル (1,286.6 km2)であり、このうち陸地477.86平方マイル (1,237.7 km2)、水域は18.91平方マイル (49.0 km2)で水域率は3.81%である。

### 特徴的な地形
- ミシシッピ川
- コールドウォーター川
- アーカビュトラ湖
- ミシシッピ・デルタ断崖

### 主要高規格道路
- 州間高速道路55号線、ミシシッピ州とテネシー州州境からグッドマン道路まで、4車線から10車線への拡張が行われている。今後グッドマン道路からスターランディング道路までの拡張には、ネイル道路とスターランディング道路に出口が追加されると見なされている
- 州間高速道路69号線
- 州間高速道路269号線、ミシシッピ州ヘルナンドとオリーブブランチ、テネシー州コリアービルとミリントンを結び、メンフィス都市圏の外環状道路になる計画である。今後5年ないし7年で完成する見込みである
- アメリカ国道51号線
- アメリカ国道61号線
- アメリカ国道78号線 (州間高速道路22号線)

### 隣接する郡
- シェルビー郡 (テネシー州) - 北
- クリッテンデン郡 (アーカンソー州) - 西
- トゥニカ郡 - 南
- テイト郡 - 南
- マーシャル郡 - 東

## 人口動態
以下は2000年国勢調査による人口統計データである。
| 基礎データ - 人口: 107,199人 - 世帯数: 38,792 世帯 - 家族数: 30,102 家族 - 人口密度: 87人/km2（224人/mi2） - 住居数: 40,795軒 - 住居密度: 33軒/km2（85軒/mi2） 人種別人口構成 - 白人: 85.78% - アフリカン・アメリカン: 11.40% - ネイティブ・アメリカン: 0.28% - アジア人: 0.62% - 太平洋諸島系: 0.04% - その他の人種: 1.13% - 混血: 0.76% - ヒスパニック・ラテン系: 2.35% 先祖による構成 - イギリス系：53.1% - スコットランド・アイルランド系：15.1% - アフリカ系：11.4% - アイルランド系：4.5% 年齢別人口構成 - 18歳未満: 28.2% - 18-24歳: 8.2% - 25-44歳: 32.7% - 45-64歳: 22.1% - 65歳以上: 8.9% - 年齢の中央値: 34歳 - 性比（女性100人あたり男性の人口） - 総人口: 98.0 - 18歳以上: 95.0 | 世帯と家族（対世帯数） - 18歳未満の子供がいる: 39.4% - 結婚・同居している夫婦: 61.7% - 未婚・離婚・死別女性が世帯主: 11.6% - 非家族世帯: 22.4% - 単身世帯: 18.1% - 65歳以上の老人1人暮らし: 5.6% - 平均構成人数 - 世帯: 2.75人 - 家族: 3.11人 収入と家計 - 収入の中央値 - 世帯: 48,206米ドル - 家族: 53,590米ドル - 性別 - 男性: 38,032米ドル - 女性: 26,474米ドル - 人口1人あたり収入: 20,468米ドル（州内第2位） - 貧困線以下 - 対人口: 7.1% - 対家族数: 5.6% - 18歳未満: 8.3% - 65歳以上: 9.5% |

## 都市

### 市
- サウスヘイブン
- オリーブブランチ
- ホーンレイク
- ヘルナンド（郡庁所在地）

### 町
- ウォリス

### 村
- メンフィス

### 国勢調査指定地域
- リンチバーグ

### 未編入の町
| - コクラム - デイズ - ユードラ - レイクコモラント | - レイクビュー - ルイスバーグ - ミネラルウェルズ | - ネズビット - プレザントヒル - ウェストデイズ |

## 著名な出身者
- ジョン・グリシャム、弁護士、小説家
- ジェームズ・アール・ジョーンズ、俳優、声優